# Epitrix
Genre
Epitrix est un genre d'insectes coléoptères de la famille des Chrysomelidae. Plusieurs espèces de ce genre sont des ravageurs des cultures, notamment Epitrix cucumeris, Epitrix similaris et Epitrix tuberis, dont les larves causent des dégâts aux tubercules de pomme de terre. Ces petits insectes sont aussi les vecteurs de phytovirus.

## Liste d'espèces
Selon NCBI (30 avril 2023) :
- Epitrix abeillei
- Epitrix atropae
- Epitrix brevis
- Epitrix cucumeris
- Epitrix fasciata
- Epitrix hirtipennis
- Epitrix papa
- Epitrix pubescens
- Epitrix similaris
- Epitrix subcrinita
- Epitrix tuberis

Selon ITIS (30 sept. 2010) :
- Epitrix brevis Schwarz, 1878
- Epitrix cucumeris (Harris, 1851)
- Epitrix fasciata Blatchley, 1918
- Epitrix flavotestacea Horn, 1894
- Epitrix fuscula Crotch, 1873
- Epitrix hirtipennis (F. E. Melsheimer, 1847)
- Epitrix humeralis Dury, 1906
- Epitrix lobata Crotch, 1873
- Epitrix similaris Gentner, 1944
- Epitrix solani (Blatchley, 1925)
- Epitrix subcrinita (J. L. LeConte, 1857)
- Epitrix tuberis Gentner, 1944

## Espèces déprédatrices des cultures
Cinq espèces d'Epitrix sont connues pour être des ravageurs des cultures en Amérique du Nord, principalement sur les Solanaceae (aubergine, piment, pomme de terre, tomate, tabac) : Epitrix cucumeris, Epitrix fuscula, Epitrix hirtipennis, Epitrix subcrinita et Epitrix tuberis. Deux d'entre elles affectent plus particulièrement les cultures de pomme de terre : E. cucumeris (l'altise de la pomme de terre)  et E. tuberis (l'altise des tubercules) et sont reprises dans la liste des organismes de quarantaine de l'Organisation européenne et méditerranéenne pour la protection des plantes (OEPP). Une autre espèce, Epitrix similaris, considérée comme une menace pour les cultures de pommes de terre, et dont la présence a été détectée au Portugal en 2008, a été ajoutée à la liste d'alerte de cet organisme.